# Asesinato de Hannah Graham
Hannah Elizabeth Graham (Reading, Inglaterra; 25 de febrero de 1996 - Condado de Albemarle, Virginia; c. 13 de septiembre de 2014) fue una joven británica de 18 años, estudiante de la Universidad de Virginia (Estados Unidos) que desapareció el 13 de septiembre de 2014. Fue vista por última vez a principios de mañana de ese día, en el centro urbano de Charlottesville (Virginia). Cinco semanas después, sus restos fueron descubiertos en una propiedad abandonada en el cercano condado de Albemarle. Jesse Matthew se declaró culpable de asesinar a Graham y fue sentenciado a cadena perpetua. También fue declarado culpable y recibió tres cadenas perpetuas adicionales por otros delitos anteriores.

## Trasfondo
Los amigos de Hannah Graham tuvieron noticias suyas por última vez a través de un mensaje de texto alrededor de la 1:20 de la madrugada del sábado 13 de septiembre de 2014, después de que les dijera que iba camino a una fiesta, pero que estaba perdida. Había asistido a otra fiesta antes de desaparecer.
Según las imágenes de vigilancia y el testimonio de testigos, uno de los últimos lugares en los que se vio a Graham fue en el restaurante Tempo con Jesse Leeroy "LJ" Matthew Jr., un hombre de 32 años y persona de interés en el caso. Un testigo también dijo que se vio a Matthew en el restaurante sosteniendo a Graham con un brazo y que parecía borracha. Debido a que Graham estaba por debajo de la edad legal para beber en los Estados Unidos, el restaurante podría enfrentarse a acciones legales si se confirmaban estos avistamientos. El último testigo que vio a Graham con vida dice que estaba con un hombre que "no parecía amigable". Mientras Graham estaba junto a un vehículo identificado como el Chrysler Sebring 1998 naranja de Matthew, el testigo la escuchó decir: "¡No me voy a subir contigo!".
Más de una década antes, Matthew había sido acusado dos veces de agresión sexual en dos universidades de Virginia distintas, Universidad Liberty, en Lynchburg, y la Universidad Christopher Newport en Newport News, y abandonó cada escuela inmediatamente después de cada acusación. Las agresiones denunciadas ocurrieron dentro de un período de once meses entre sí. La policía investigó cada informe, pero en ninguno de los incidentes se entabló una causa penal en su contra. El 7 de julio de 2021, Matthew fue nombrado en una demanda colectiva contra la Universidad Liberty, alegando que había violado a una joven de 15 años mientras estaba en ella.

## Búsqueda
El 20 de septiembre se llevó a cabo una búsqueda voluntaria de Graham en todo Charlottesville. Se informó que más de mil voluntarios participaron en las batidas. Cinco días después, el 25 de septiembre, el jefe de policía de Charlottesville, Timothy Longo, dijo que creía que Graham estaba en la ciudad o en uno de los condados circundantes, y pidió a los propietarios que la buscaran en sus terrenos. El Departamento de Emergencias organizó equipos de búsqueda de dos personas en el operativo de Graham y estimó que al 26 de septiembre pasaron 44 horas en el campo buscando.

### Descubrimiento del cuerpo
El 18 de octubre de 2014, investigadores de la Oficina del Sheriff del condado de Chesterfield encontraron restos humanos en una propiedad abandonada en el condado de Albemarle. En una conferencia de prensa más tarde ese día, el jefe Longo declaró que los restos no habían sido identificados positivamente como Graham; sin embargo, las autoridades informaron a los padres de Graham del descubrimiento. Los restos fueron enviados a la oficina del Médico Forense Jefe en Richmond para su identificación. El 24 de octubre, estos fueron identificados positivamente como los de Graham. Ese mismo día, los padres de Graham visitaron la propiedad donde fue encontrada. El 18 de noviembre, The Washington Post informó que se determinó la causa de la muerte de Graham, pero se retuvo a solicitud de la policía. Más tarde ese día, el Departamento de Policía del Condado de Albemarle cambió de rumbo en la investigación, y reveló que Graham murió de homicidio por una "etiología indeterminada".

### Sospechosos
El 19 de septiembre, la policía local identificó a un hombre que describieron como una "persona de interés", a quien vieron en las cámaras de vigilancia saliendo de un bar con Graham. La policía llegó a la conclusión de que la joven pudo subirse a un vehículo con este hombre. Registraron dicho automóvil así como el apartamento del hombre, pero se negaron a arrestarlo o identificarlo en ese momento. La policía identificó a la "persona de interés" como Matthew al día siguiente, en un esfuerzo por ponerse en contacto con él para interrogarlo más. Volvieron a registar nuevamente el apartamento de Matthew el 22 de septiembre. Durante el registro, se llevaron prendas de ropa, pero no dieron más detalles sobre la importancia de estas prendas. La policía describió las búsquedas como una ruptura importante en el caso y ofreció una recompensa de 100 000 dólares por información relacionada con la desaparición de Graham.

### Arresto
El 21 de septiembre, la policía emitió una orden de arresto por conducción imprudente de Matthew. El 23 de septiembre, Longo anunció que Matthew había sido acusado de secuestro con la intención de profanar. El 24 de septiembre, Longo, durante una conferencia de prensa conjunta con el FBI, anunció que el sospechoso había sido arrestado en el condado de Galveston (Texas), luego de ser reconocido por una mujer en una playa.

### Conexión con el caso de Morgan Harrington
El 29 de septiembre de 2014, se informó que las pruebas forenses tomadas de la investigación del asesinato de Morgan Dana Harrington en 2009 coincidían con las pruebas tomadas de Matthew. Fuentes cercanas a la investigación de Graham agregaron que Harrington interactuó con Matthew la noche que desapareció. Los restos de Graham se encontraron a unas 8 km del lugar donde se descubrieron los restos de Harrington. El 15 de septiembre de 2015, Matthew fue acusado formalmente de asesinato en primer grado y secuestro con la intención de profanar el asesinato de Harrington. En una carta del 29 de febrero de 2016 a los medios de comunicación, los fiscales dijeron que Matthew se declararía culpable. Matthew se declaró culpable y recibió cuatro cadenas perpetuas adicionales. Actualmente cumple condena en la prisión estatal de Sussex I.

### Proceso legal
La primera comparecencia de Matthew ante el tribunal estaba programada para el 4 de diciembre de 2014. El abogado de Matthew declaró que no pediría al tribunal una fianza para su cliente. El 10 de febrero de 2015, la abogada de la Commonwealth del condado de Albemarle, Denise Lunsford, anunció que Matthew estaba siendo acusado de asesinato en primer grado de Graham, además de los cargos de secuestro. El 5 de mayo de 2015, los fiscales anunciaron que Matthew sería acusado de homicidio. El aumento de los cargos significó que Matthew podría haberse enfrentado la pena de muerte si fuera declarado culpable. La fecha del juicio se fijó para el 5 de julio de 2016. El 2 de marzo de 2016, Matthew se declaró culpable. Más tarde, Matthew recibió cuatro cadenas perpetuas adicionales.

### Caso de Fairfax
El 20 de octubre de 2014, Matthew fue acusado formalmente de intento de asesinato, penetración sexual con objetos y secuestro con la intención de profanar un incidente que ocurrió en septiembre de 2005 en Fairfax (Virginia). El 14 de noviembre de 2014, Matthew se declaró inocente de los cargos y se fijó el inicio de un juicio para el 9 de marzo de 2015. El 6 de febrero de 2015, el juicio de Fairfax fue pospuesto, con un nuevo juicio atrasado una semana, para el 13 de febrero. El 18 de febrero, Matthew compareció en el tribunal, donde la jueza de circuito del condado de Albemarle, Cheryl Higgins, programó su juicio con jurado para comenzar el 29 de junio. Sin embargo, el juicio se adelantó al 8 de junio, y el 10 de junio, Matthew se declaró culpable y fue declarado culpable de todos los cargos. El 2 de octubre de 2015, Matthew fue sentenciado a tres cadenas perpetuas por el caso Fairfax.

## En memoria
Después de que se descubrieran e identificaran los restos de Graham, los estudiantes de la Universidad de Virginia erigieron un monumento en su honor. El Banco Mundial también celebra un premio anual a las innovaciones para reducir la violencia de género en memoria de Graham.